# Turka
Turka (ukrainsk: Турка, Турка над Стрийом (old)}, polsk: Turka, Turka nad Stryjem (old), jiddisch: טורקא) er en by beliggende ved sammenløbet af floderne Stryj og Yablunka (ukrainsk: Яблунька) i Sambir rajon i Lviv oblast (region) i det vestlige Ukraine (i Karpaterne). Den er hjemsted for administrationen af Turka urban hromada, en af hromadaerne i Ukraine. I 2021 havde byen  6.968 indbyggere.
Indtil 18. juli 2020 hørte Turka til Turka rajon og var det administrative centrum. Rajonen blev afskaffet i juli 2020 som en del af den administrative reform af Ukraine, der reducerede antallet af rajoner i Lviv oblast til syv.